# Cristiano Novembre
Cristiano Novembre (Brindisi, 15 de junho de 1987) é um goleiro de futebol italiano.